# Râul Sărăceaua
Râul Sărăceaua este un curs de apă, afluent al Dunării.